# Kurya
Kurya ou Kouria (en russe : Куря) est un khan petchénègue de la seconde moitié du Xe siècle qui contrôlait une région située entre les rives septentrionales de la mer Noire et le sud des grandes plaines ukrainiennes.
Il fut l'allié de Sviatoslav, souverain de la Rus' de Kiev (962-972) et accompagna ce dernier dans ses campagnes dans les Balkans. Plus tard, après la défaite de Sviatoslav face à l'Empire byzantin, Kurya le captura dans une embuscade et le tua (972). Kurya fit de son crâne une coupe à boire selon la mode des peuples de la steppe.

## Sources
- Chronique de Nestor, XXXVI : "Guerres de Sviatoslav avec les Grecs. Traité (971)".